# Santuario della Madonna della Neve (Capoliveri)
Il santuario della Madonna della Neve è un edificio sacro che si trova nei pressi di Lacona, a Capoliveri.
Di impianto romanico, come ben visibile nella porzione basamentale risalente al XII secolo, la struttura custodisce l'immagine della Madonna della Neve a cui è dedicata. 
Beneficio ecclesiastico di patronato del comune di Capoliveri, la chiesa e i terreni adiacenti, che probabilmente comprendevano un romitorio annesso alla parte absidale più antica, vennero affidati alla custodia di due romiti e la loro amministrazione a due priori annuali laici. Sotto il Granducato di Toscana l'amministratore divenne unico e furono apportati migliorie e accrescimenti. Nel 1817 era presente un solo eremita, Giuseppe Tosi.